# Simplotubus maldeotaensis
Simplotubus maldeotaensis är en ringmaskart som beskrevs av Singh och Dar Shukla 1981. Simplotubus maldeotaensis ingår i släktet Simplotubus, klassen havsborstmaskar, fylumet ringmaskar och riket djur. Inga underarter finns listade i Catalogue of Life.